# ميس بي جي
ميس بي جي (بالإنجليزية: Miss BG، اختصارًا «فتاة كبيرة») هي سلسلة رسوم متحركة ثلاثية الأبعاد تعتمد على سلسلة كتب الأطفال الفرنسية «غودول» التي نشرتها هاشيت للكتب، من تأليف فاني جولي وتم رسمها بواسطة روسير كابديفيلا. تم إطلاق النسخة الإنجليزية الأصلية لاحقًا مدبلجة على اللغة الفرنسية تحت عنوان «برافو غودول». تم حماية العنوان في عام 2004 وبدأ الإنتاج في عام 2005.
وهو إنتاج مشترك كندي/فرنسي ويتم توزيعه بواسطة بريكثرو أنميشن. تم إنتاج 52 حلقة من 30 دقيقة (كل منها تحتوي على قصتين، تم بثها بشكل منفصل على أنها 104 حلقة من 15 دقيقة) حتى الآن. وصفه المطورون أيضًا بأنه يحتوي على موسمين لكل منهما اثنان وخمسون حلقة من ثلاث عشرة دقيقة مع اثنين من العروض الخاصة لمدة 26 دقيقة وأربعة وعشرين حواشي لمدة دقيقتين.

## روابط خارجية
- ميس بي جي على موقع IMDb (الإنجليزية)
- ميس بي جي على موقع ميتاكريتيك (الإنجليزية)
- ميس بي جي على موقع ألو سيني (الفرنسية)
- ميس بي جي على موقع قاعدة بيانات الفيلم (الإنجليزية)